# Moon Healer
Moon Healer è il quinto album in studio del gruppo musicale statunitense Job for a Cowboy, pubblicato nel 2024.

## Tracce
1. Beyond the Chemical Doorway – 4:10
2. Etched in Oblivion – 4:14
3. Grinding Wheels of Ophanim – 5:52
4. The Sun Gave Me Ashes So I Sought Out the Moon – 4:03
5. Into the Crystalline Crypts – 4:21
6. A Sorrow-Filled Moon – 5:37
7. The Agony Seeping Storm – 4:11
8. The Forever Rot – 6:40

## Formazione
Job for a Cowboy
- Jonny Davy – voce
- Tony Sannicandro – chitarra solista
- Al Glassman – chitarra ritmica
- Nick Schendzielos – basso

Altri musicisti
- Navene Koperweis – batteria